# Giordano Gederlini
Giordano Gederlini, né le 10 février 1971 au Chili, est un réalisateur et scénariste français.
En 2020, de concert avec Olivier Masset-Depasse, il remporte le Magritte du meilleur scénario original ou adaptation à la 10e cérémonie des Magritte du cinéma pour Duelles d'Olivier Masset-Depasse.

## Filmographie

### Scénariste
- 1998 : Camping sauvage de lui-même (court métrage)
- 2002 : Samouraïs de lui-même
- 2009 : Négropolitain de Gary Pierre-Victor (court métrage)
- 2011 : L'Envahisseur de Nicolas Provost
- 2017 : Tueurs de François Troukens et Jean-François Hensgens
- 2018 : Duelles d'Olivier Masset-Depasse
- 2019 : Les Misérables de Ladj Ly
- 2021 : Entre la vie et la mort de lui-même
- 2023 : Bâtiment 5 de Ladj Ly
- 2023 : Largo Winch 3 : Le Prix de l’argent d'Olivier Masset-Depasse

### Réalisateur
- 1998 : Camping sauvage (court métrage)
- 2002 : Samouraïs (long métrage)
- 2009 : La Guerre des saintes (téléfilm)
- 2021 : Entre la vie et la mort (long métrage)

## Récompenses et distinctions
- (en) Giordano Gederlini: Awards, sur l'Internet Movie Database